# Tataka bredoi
Tataka bredoi är en insektsart som beskrevs av Irena Dworakowska 1979. Tataka bredoi ingår i släktet Tataka och familjen dvärgstritar. Inga underarter finns listade i Catalogue of Life.